# Тимченко Іван Юрійович
Іван Юрійович Тимченко (10 лютого 1863 — 30 серпня 1939) — український радянський математик, механік, історик математики, професор, ректор Одеського політехнічного інституту .

## Біографія
Іван Юрійович Тимченко народився 10 лютого 1863 року в м. Одеса.
У 1885 році закінчив фізико-математичний факультет Новоросійського факультету з золотою медаллю за роботу «Визначення азимуту Покровської церкви на Одеській астрономічній обсерваторії». Його вчителями в університеті були О. К. Кононович, І. В. Слешинський.
У 1886 році склав іспит на ступінь магістра чистої математики. З 1888 року читав лекції в Новоросійському університеті на правах приват-доцента.
В 1892 році опублікував роботу «Підґрунтя теорії аналітичних функцій. Ч. 1: Історичні відомості про розвиток понять і методів, які лежать в основі теорії аналітичних функцій». 18 грудня 1899 року ця робота була захищена як магістерська дисертація. В праці було проаналізовано формування теорії функцій від вчених Давньої Греції до 18 століття.
З 1888 року був членом Математичного відділення Новоросійського товариства природознавців.
В 1914 році був призначений екстраординарним професором кафедри чистої математики. В 1918 році був удостоєний звання заслуженого ординарного професора. Читав математику і механіку на Одеських вищих жіночих курсах.
Після відкриття 17 вересня 1918 року Одеського політехнічного інституту, І. Ю. Тимченко став його проректором, а з 25 серпня 1919 року до осені 1920 року обіймав посаду ректора. Згодом працював професором в Одеському інституті народної освіти (ОІНО), де заснував першу в Одесі кафедру історії та методики математики, одночасно завідував кафедрою геометрії.
З 1933 року працював в Одеському державному університеті та до 1936 року був деканом математичного факультету. У 1933—1938 роках читав курси історії математики, геометрії, теорії ймовірностей. В цей же час  завідував кафедрою математики в Одеському педагогічному інституті.
Помер 30 серпня 1939 року в м. Одеса. Похований на 2-му християнському кладовищі.

## Наукова діяльність
Дослідження в галузі математики, історії математики, механіки, аналіз видатних досягнень у розвитку математичної науки.

### Праці
- Основания теории аналитических функций. — Ч. 1: Исторические сведения о развитии понятий и методов, лежащих в основании теории аналитических функций/ И. Ю. Тимченко. — Одесса; Шульце, 1899. — 680 с.
- Аналитическая геометрия: Конспект лекций, читанных в 1925/1926 учебном году. — Ч. 1/ И. Ю. Тимченко. — Одесса, 1926. — 206 с.
- К истории логарифмов/ И. Ю. Тимченко. // Труды Одесского государственного университета. Серия: Математика. — 1935. — Т. 1. — С. 7 — 38.